# Щербинин, Аркадий Александрович
Аркадий Александрович Щербинин (1930—1987) — советский хозяйственный, государственный и политический деятель, первый секретарь Кинельского райкома КПСС Куйбышевской области. кандидат сельскохозяйственных наук (1973). Герой Социалистического Труда (1976).

## Биография
Родился 5 июня 1930 года в селе Черновка, Кинель-Черкасского района Средневолжского края в русской крестьянской семье. 
С 1941 года в период Великой Отечественной войны в раннем возрасте, А. А. Щербинин начал свою трудовую деятельность в полеводческой бригаде колхоза села Черновка, Кинель-Черкасского района. 
После окончания войны А. А. Щербинин повышал своё сельскохозяйственное образование в Кинель-Черкасском сельскохозяйственном техникуме и получал высшее образование в — Куйбышевском инженерно-мелиоративном институте. С 1954 по 1955 год — заведующий элитно-семеноводческого хозяйства и с 1955 года — председатель колхоза «Красный маяк». С 1955 по 1960 год работал в должностях —  главного агронома и директора Тростянской машинно-тракторной станции, начальником Управления сельского хозяйства — заместителем председателя Кинельского районного исполнительного комитета Совета депутатов трудящихся. 
С 1960 по 1965 год — председатель колхоза «Большевик». С 1965 по 1970 год — руководитель Кинельского районного управления сельского хозяйства при Кинельском районном исполнительном комитете Совета депутатов трудящихся. 
С 1970 по 1987 год, в течение семнадцати лет, Щербинин был первым секретарём Кинельского районного комитета КПСС. В 1971 и в 1973 году Указом Президиума Верховного Совета СССР «за высокие трудовые достижения и перевыполнение плана» Аркадия Александрович Щербинин был награждён двумя орденами Трудового Красного Знамени и орденом Октябрьской революции. В 1973 году защитил диссертацию на соискание учёной степени кандидат сельскохозяйственных наук по теме: «Некоторые вопросы увеличения производства зеленых кормов на юге лесостепной зоны Куйбышевского Заволжья». 
23 декабря 1976 года  Указом Президиума Верховного Совета СССР «за выдающиеся успехи, достигнутые во Всесоюзном социалистическом соревновании, проявленную трудовую доблесть в выполнении планов и социалистических обязательств по увеличению производства и продажи государству зерна и других сельскохозяйственных продуктов в 1976 году»  Аркадия Александрович Щербинин был удостоен звания Героя Социалистического Труда с вручением Ордена Ленина и золотой медали «Серп и Молот».
Помимо основной деятельности занимался и общественно-политической работой: в 1976 и в 1981 годах был  делегатом XXV и XXVI съездов КПСС. 
Скончался 30 июня 1987 года в городе Кинель.

## Награды
- Медаль «Серп и Молот» (23.12.1976)
- Орден Ленина (23.12.1976)
- Орден Октябрьской революции (07.12.1973)
- Орден Трудового Красного Знамени (08.04.1971, 07.12.1973)
- Орден «Знак Почёта» (23.06.1966)
- Медаль «В ознаменование 100-летия со дня рождения Владимира Ильича Ленина»